# Zoolook
Zoolook är Jean-Michel Jarres sjunde studioalbum, utgivet i november 1984. 
Skivan utmärker sig genom att den använder samplingar av mänskligt tal från åtminstone 23 språk, bland annat svenska. Tredje låten på albumet, '"Zoolook", har i svensk tv kunnat höras som slutvinjett till Sveriges Televisions barnprogram Hjärnkontoret.

## Låtlista
Alla låtar är skrivna och komponerade av Jean Michel Jarre. 
| Nr | Titel          | Längd |
| -- | -------------- | ----- |
| 1. | Ethnicolor     | 11:41 |
| 2. | Diva           | 7:33  |
| 3. | Zoolook        | 3:50  |
| 4. | Wooloomooloo   | 3:20  |
| 5. | Zoolookologie  | 4:20  |
| 6. | Blah-Blah Cafe | 3:22  |
| 7. | Ethnicolor II  | 3:52  |